# Babylon Zoo
Babylon Zoo was een Britse rockband uit Wolverhampton, die in 1996 internationale bekendheid verwierf met debuutsingle Spaceman. De single verscheen op 21 januari 1996. In de eerste week werden zo'n 418.000 exemplaren verkocht, wat een record was op dat moment. Spaceman veroverde daarmee de nummer één positie in de UK Singles Chart en niet veel later in de hitlijsten van nog 23 andere landen.
Hoewel Spaceman de eerste officiële single van de band was, had Babylon Zoo sinds mei 1993 een platencontract bij de Nederlandse platenmaatschappij Phonogram Records. Toen A&R-manager Clive Black datzelfde jaar overstapte naar Warner Bros. Records (onderdeel van de Warner Music Group), verhuisde Babylon Zoo mee. Het verschijnen van het debuutalbum van de band liet op zich wachten doordat Black niet veel later een nieuwe overstap maakte, ditmaal naar EMI. Opnieuw verhuisde Babylon Zoo mee. In 1995 tekende de band een contract voor zeven albums bij EMI.
In 1996 verscheen Spaceman als debuutsingle, nadat eerder exemplaren ter promotie waren uitgegaan naar onder meer radiostations. De release van het nummer werd zo gepland, dat die samenviel met het verschijnen van een televisiereclame voor nieuwe jeans van Levi's waarin een versneld stuk uit het nummer werd gebruikt. Enkele maanden later verscheen het debuutalbum The Boy with the X-Ray Eyes.
In 1999 verscheen een tweede album van Babylon Zoo, met de titel King Kong Groover. Jas Mann, voorman van de band, besloot het album niet te promoten. Dit uit ontevredenheid over het feit dat hij naar eigen zeggen sinds het vertrek van Black, die hem getekend had, geen steun van platenmaatschappij EMI meer kreeg. Mann, die zelf van Indiase afkomst was, besloot niet veel later naar India te gaan en werkte daar enige tijd voor een ontwikkelingsorganisatie.